# Битва при Муе

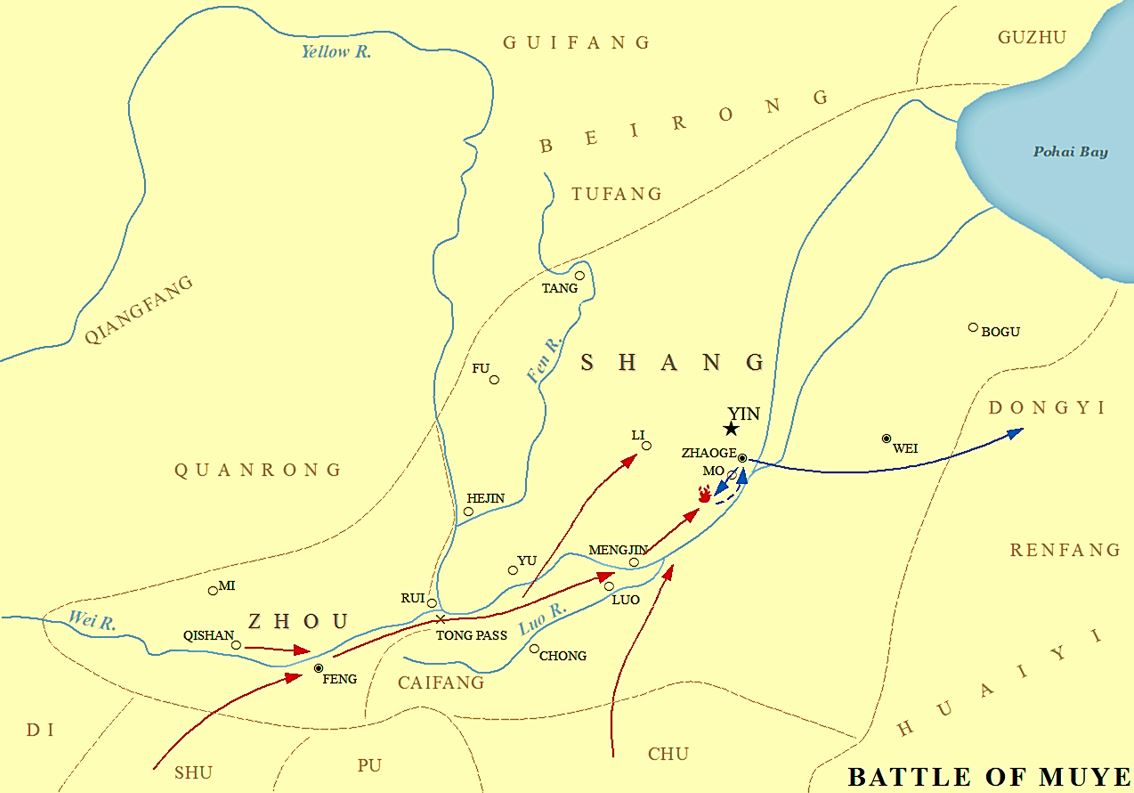
Битва при Муе

Битва при Муе (кит. трад. 牧野之戰, упр. 牧野之战, пиньинь Mùyě zhīzhàn) — сражение, состоявшееся в 1027 году до н. э. под Муе, на территории современного городского округа Синьсян провинции Хэнань, в центральной части Китая, между силами династии Шан и силами коалиции, возглавлявшейся Чжоу, под руководством будущего верховного правителя У-вана. Битва, завершившаяся разгромом шанских сил, стала одним из поворотных моментов в истории Древнего Китая и предвестником падения династии Шан и сменой её династией Чжоу, что впоследствии было легитимизировано концепцией Небесного мандата.

## Историческая справка
В соответствии с традиционной историографией народ Чжоу проживал на территории современной провинции Шэньси, которая является западной окраиной территорий, контролировавшихся тогдашними народами Китая, и считался ими полуварварским народом. На основании современных исследований цзягувэнь предполагается, что они не могли проживать восточнее реки Фэнь в современной Шаньси. Из цзягувэнь известно, что Чжоу были одними из ближайших соседей Шан в XII веке до н. э., в разное время являясь их врагами или союзниками. Вероятно, в ближайшие несколько лет Чжоу мигрировали между Шаньси и Шэньси, а в 1053 году до н. э. начали наступление в южном Шаньси под руководством князя Вэня. Покорив государства Ли и Ю (по реке Цинь, впадающей в реку Хуанхэ), они заняли позиции, позволяющие им предпринять прямое наступление на шанскую столицу Аньян. Князь Вэнь умер вскоре после захвата крепости Чун (вероятно, нынешний Лоян), после чего власть в свои руки взял князь Ву, который продолжил операции против Шан, в последующих кампаниях укрепляя свои позиции и приобретая новых союзников.

## Кампания 1045 года
Князь Вэнь привёл свою армию к генеральному сражению, решив пересечь реку Хуанхэ, чтобы обойти горный массив Тайханшань, являвшийся естественной линией обороны империи Шан. Чжоуская конфедерация состояла из народов Шу, Юн, Цян, Мао, Вэй, Лу, Пэн и Пу. Согласно Ши цзи, армия Чжоу насчитывала 45000 солдат и 300 боевых колесниц. Утром дня цзиацзы (обозначение дня из шестидесятидневного цикла, по которому тогда вели счёт дням) армии Шан и Чжоу сошлись на равнине Муе. По наиболее распространённой точке зрения битва произошла на территории провинции Хэнань, возле современной деревни Синьсян, расположенной в городском округе Синьсян. 
Войска Чжоу одержали в сражении решительную победу. Последний шанский император, Ди Синь, по некоторым сведениям покончил жизнь самоубийством, сгорев в огне. То, что битва действительно имела место в реальности, подтверждается открытием ритуальных бронзовых сосудов, отлитых спустя лишь неделю после победы. Позже конфуцианские философы приписывали победу великой добродетели чжоуского князя Ву, контрастировавшей с моральным разложением последнего правителя Шан, умаляя значение собственно боя. Победа коалиции Чжоу в войне с Шан была истолкована как свидетельство того, что «небеса» (Тянь) предоставили новому правителю мандат, дававший легитимность основанию им новой, более достойной династии.
Для разгромленных Шанов было создано вассальное государство Сун, ввиду чего они смогли сохранить культ предков своих правителей. Император Ву скончался через два года после победы, прежде чем подчинить себе восточные участки Великой Китайской равнины. После его смерти возникли кризис престолонаследия и бунт потомков династии Шан, но братья короля Ву, в частности, Чжоу-гун, бывший регентом при молодом императоре Чэне, подавили восстание и, начав в скором времени завоевательный поход на восток, в конце концов подчинили династии Чжоу восточные земли, создав там колонии, которые дали начало многим государствам, существовавшим в Период Сражающихся царств.

## Датировка битвы
В зависимости от способа датировки датой победы Чжоу над Шан традиционно считались 1122 или 1027 год (например, такую датировку предлагает Рэй Хуан). Современные исследования, сочетающие широкое изучение хронологии, основанной на последующих документах и рассказах, надписи на бронзе, сделанные в период ранней Чжоу и, наконец, расчёт астрономических соединений, описанных в летописях, помогли с довольно высокой точностью обозначить дату столкновения 1045 годом до нашей эры. Впрочем, как вероятная дата сражения также указывается 1046 год.